# Santa Cecilia, Actopan
Santa Cecilia är en ort i Mexiko.   Den ligger i kommunen Actopan och delstaten Veracruz, i den sydöstra delen av landet, 260 km öster om huvudstaden Mexico City. Santa Cecilia ligger 273 meter över havet och antalet invånare är 290.
Terrängen runt Santa Cecilia är kuperad. Runt Santa Cecilia är det ganska tätbefolkat, med 100 invånare per kvadratkilometer. Närmaste större samhälle är Actopan, 0,86 km sydost om Santa Cecilia. Trakten runt Santa Cecilia består till största delen av jordbruksmark.